# Joaquim Ernest d’Oettingen-Oettingen
Joaquim Ernest d'Oettingen-Oettingen (en alemany Joachim Ernst zu Oettingen-Oettingen) va néixer a Oettingen (Alemanya el 31 de març de 1612 i va morir a Harburg el 8 d'agost de 1658. Era un noble alemany fill del comte Lluís Eberhard (1577-1634) i de la comtessa Margarida d'Erbach
(1576-1635).

## Matrimoni i fills
El 8 de desembre de 1633 es va casar amb la comtessa Anna Sibil·la de Solms-Sonnenwald (1615-1635), filla d'Enric Guillem I de Solms-Sonnenwald (1583-1632) i de Sofia Dorotea Mansfeld-Arnstein (1593-1617). Fruit d'aquest matrimoni en nasqué: 
- Sofia Margarida (1634-1664), casada amb Albert II Hohenzollern de Brandenburg-Ansbach (1620-1667).

Morta la seva dona, poc després d'haver tingut Sofia Margarida, es va tornar a casar el 5 de desembre de 1638 amb Anna Dorotea de Hohenlohe-Neuenstein (1621-1643), filla del comte Carles VII de Hohenlohe-Neuenstein (1582-1641) i de Sofia de Zweibrücken-Birkenfeld (1593-1676). D'aquest matrimoni en nasqué:
- Albert Ernest I (1642-1683), casat amb Cristina Frederica de Württemberg (1644-1674).

Vidu de nou, es casà per tercera vegada el 9 de maig de 1646 a Nürnberg amb Anna Sofia de Sulzbach (1621-1675), filla del comte August de Sulzbach (1582-1632) i d'Hedwig Schleswig-Holstein-Gottorp (1603-1657). D'aquest tercer matrimoni en nasqué:
- Sofia Juliana 1656-1743), casada amb el comte Felip d'Oettingen-Wallerstein (1640-1680)